# プレヴェザの海戦

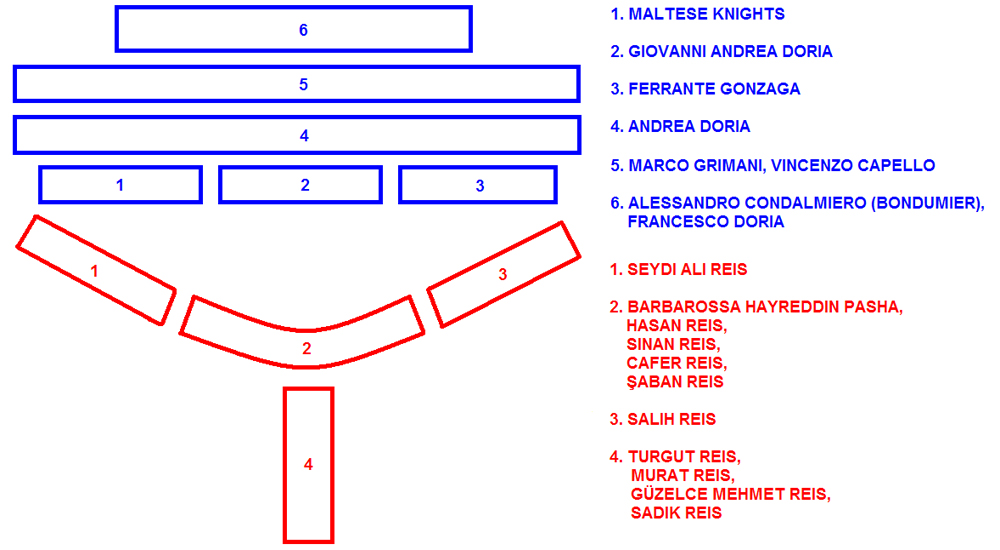
プレヴェザの海戦時における、ヨーロッパ艦隊の配置

プレヴェザの海戦（プレヴェザのかいせん）は、1538年9月28日、バルバロス・ハイレッディンの指揮するオスマン帝国艦隊と、アンドレア・ドーリアが指揮するスペイン・ヴェネツィア・ローマ教皇の連合艦隊とによって戦われた海戦。イオニア海、レフカダ島沖が戦場となった。連合艦隊は統制が取れずに敗走し、オスマン帝国はクレタ・マルタを除く全地中海域の制海権を握ることとなった。この優位は1571年のレパントの海戦で揺らぐものの、以後もオスマン帝国は地中海での一大勢力であり続けた。この勝利は、オスマン帝国側に帰属したバルバリア海賊の影響力無しには為し得なかった。

## 背景
1537年、バルバロス・ハイレッディン率いるオスマン帝国艦隊は、エーゲ海、イオニア海に浮かぶヴェネツィアの支配下にあった島々を次々に占領し、地中海の制海権を着実に手にしつつあった。このような動きに対して、教皇パウルス3世、スペインのカルロス1世、ヴェネツィア共和国を中心とするキリスト教勢力は、アンドレア・ドーリアを総司令官とする連合艦隊を結成して、オスマン帝国艦隊に打撃を加えようとしていた。

## 展開
キリスト教側の連合艦隊は、ヴェネツィアの拠点であるコルフ島に集結し、1538年9月コルフ島を出発した。一方、オスマン帝国側はアルタ湾の内側に集結していた。
連合艦隊は、湾の入り口にあるプレヴェザに近づいたが、攻めきれないと見るや南方へ退く。それに対しオスマン帝国艦隊は連合艦隊を追跡し、レフカダ島沖で追い着いた。連合艦隊は一旦は受けて立とうとしたが、陣形の整わないうちにオスマン艦隊の襲撃を受け、数隻の船がオスマン側に捕獲されたところで、アンドレア・ドーリアによる撤退命令が出て撤退した。
結局、大した戦闘をしないまま撤退したので、連合艦隊の損害はさほど大きくはなかったが、キリスト教側は大きな失望感を味わい、またオスマン帝国の優位を印象づけることになった。

## 戦後
一旦スペインなどキリスト教側について戦ったヴェネツィア共和国だったが、再びオスマン帝国との友好関係を築いた。

## 参照
1. 1 2 3 4  Türk Tarihi: Battle of Preveza
2. 1 2 3 4  Corsari nel Mediterraneo: Hayreddin Barbarossa Archived 2007年9月28日, at the Wayback Machine.
3. ↑  “ブリタニカ国際大百科事典 小項目事典の解説”.   コトバンク. 2018年2月18日閲覧。